# Sveučilište Rennes 1
Sveučilište Rennes 1 (Université Rennes 1) sveučilište je u francuskom gradu Rennesu. Osnovano je 1969., ali njegovi početci datiraju još iz 1461.
Spada u velika sveučilišta, s oko 22.000 upisanih studenata, oko 1600 profesora i nastavničkog osoblja te 940 pripadnika ostalog osoblja. Ovo Sveučilište pripada u javna francuska sveučilišta čija školarina iznosi par stotina eura za Francuze te oko 3 tisuće eura za inozemne studente.

## Fakulteti
- Medicinski
- Tehnički
- Fizički
- Ekonomski
- Farmacija

## Vanjske poveznice
- Službena stranica (fr.)